# Ихневмоноидные наездники
Ихневмоноидные наездники (лат. Ichneumonoidea) — надсемейство паразитических  насекомых из подотряда стебельчатобрюхих отряда перепончатокрылых. Одиночные насекомые, личинки которых паразитируют на других насекомых, что приводит к гибели «хозяина», то есть поражённой особи.

## Описание
Надсемейство Ichneumonoidea, состоящее из двух семейств: Ichneumonidae и Braconidae, включает более 35 тыс. видов (более 80 тыс с учётом неописанных) и более 80 подсемейств. Внешний вид насекомых чрезвычайно разнообразен. Размеры варьируют от 3 мм до 13 см. Члены семейства Ichneumonidae часто крупнее, чем Braconidae, и различаются прежде всего деталями жилкования крыльев. Брюшко сильно удлинённое и может быть искривлено и сегментировано, самки многих видов (особенно рода Megarhyssa) имеют очень длинный яйцеклад. Несмотря на устрашающий внешний вид, яйцеклад не используется как жало — насекомое может только пробуривать им отверстия в гнилой древесине при откладке яиц. Жало у всех без исключения наездников отсутствует.

## Развитие
Относятся к насекомым с полным развитием и метаморфозом. Личинки некоторых видов могут паразитировать на различных насекомых, другие очень специфичны в выборе «хозяина». Самка отыскивает «хозяина» и откладывает яйцо рядом с ним, на него или непосредственно в его тело. Личинка живёт на «хозяине» или внутри него. Как правило, «хозяин» погибает перед окукливанием личинки. Многие виды обоих семейств впрыскивают в тело «хозяина» поли-ДНК-вирусы для подавления его иммунной системы.
Многие виды откладывают довольно большое количество яиц. При их развитии от их пищи может остаться до 15 % от начальной массы, и жертва личинок будет жива. Часто у наездников развита полиэмбриония — много личинок (до 2 000) вылупляются из одного яйца.
Образ жизни очень разнообразен, благодаря разнообразию «хозяев» и способов «заражения» их яйцами или личинками.

## Значение
Ряд видов успешно используется как биологическое средство борьбы с мухами или жуками.
Чарлз Дарвин считал, что существование наездников несовместимо с центральным понятием естественной теологии, рассматривающей изучение природы как путь к демонстрации благожелательности Бога. В письме к американскому ботанику Э. Грею Дарвин писал: «Я не могу убедить себя в том, что благодетельный и всемогущий Бог мог бы намеренно создать ихневмонид, чтобы они питались телами живых гусениц, или что кот должен играть с мышью».

## Классификация
По данным на 2017 год в надсемействе Ichneumonoidea было описано более 35 700 валидных видов, 80 подсемейств, 2266 родов (более 63000 таксонов всех уровней и статусов признания: подвидов, видов, подродов, родов, триб и подсемейств). Все они распределяются по двум главным семействам: Braconidae с 39 подсемействами, 770 родами и более 12 600 валидными видами и Ichneumonidae с 40 подсемействами, 1492 родами и более 23 000 валидными видами.
- Braconidae
- Ichneumonidae
- † Praeichneumonidae
- Trachypetidae[8]